# Monaco i olympiska sommarspelen 1996
Monaco deltog i de olympiska sommarspelen 1996 med en trupp bestående av tre deltagare, men ingen av landets deltagare erövrade någon medalj.

## Judo
Herrarnas halv mellanvikt
- Thierry Vatricun